# Duomo di Spira
La cattedrale dei Santi Maria e Stefano (in tedesco: Domkirche St. Maria und St. Stephan o Kaiserdom zu Speyer) è il principale luogo di culto cattolico della città di Spira, in Germania, chiesa madre dell'omonima diocesi.
È una delle storiche cattedrali imperiali e rappresenta un capolavoro del Romanico renano. L'edificio, costruito in arenaria rossa, è il simbolo più conosciuto della città, visibile per chilometri tutt'intorno ad essa. Nel 1925 è stata insignita del titolo di Basilica minore.

## Storia

### Edificio ottoniano
Costruita fra il 1030 e il 1061 su ordine dell'imperatore Corrado II, che l'aveva scelta come luogo per la sua sepoltura, in essa vennero poste le spoglie di altri 8 imperatori e regnanti tedeschi, oltre che di alcune delle loro consorti e di alcuni vescovi. Come altre cattedrali costruite su ordine dell'imperatore in quel periodo (per esempio quelle di Worms o di Magonza) venne chiamata Kaiserdom, cioè Cattedrale imperiale.
La cosiddetta Spira I era all'epoca uno dei migliori esempi di architettura ottoniana, con dimensioni monumentali, una complessa articolazione del presbiterio, una cripta molto ampia e la particolare scansione delle pareti della navata con la particolarità di altissime semicolonne che raggiungevano quasi il soffitto (allora coperto in maniera piana, senza le volte) con un'alta galleria di arcate cieche che incorniciavano le finestre. Un motivo simile (semicolonne appoggiate a pilastri) si trovava anche nella cripta.

### Edificio romanico-renano

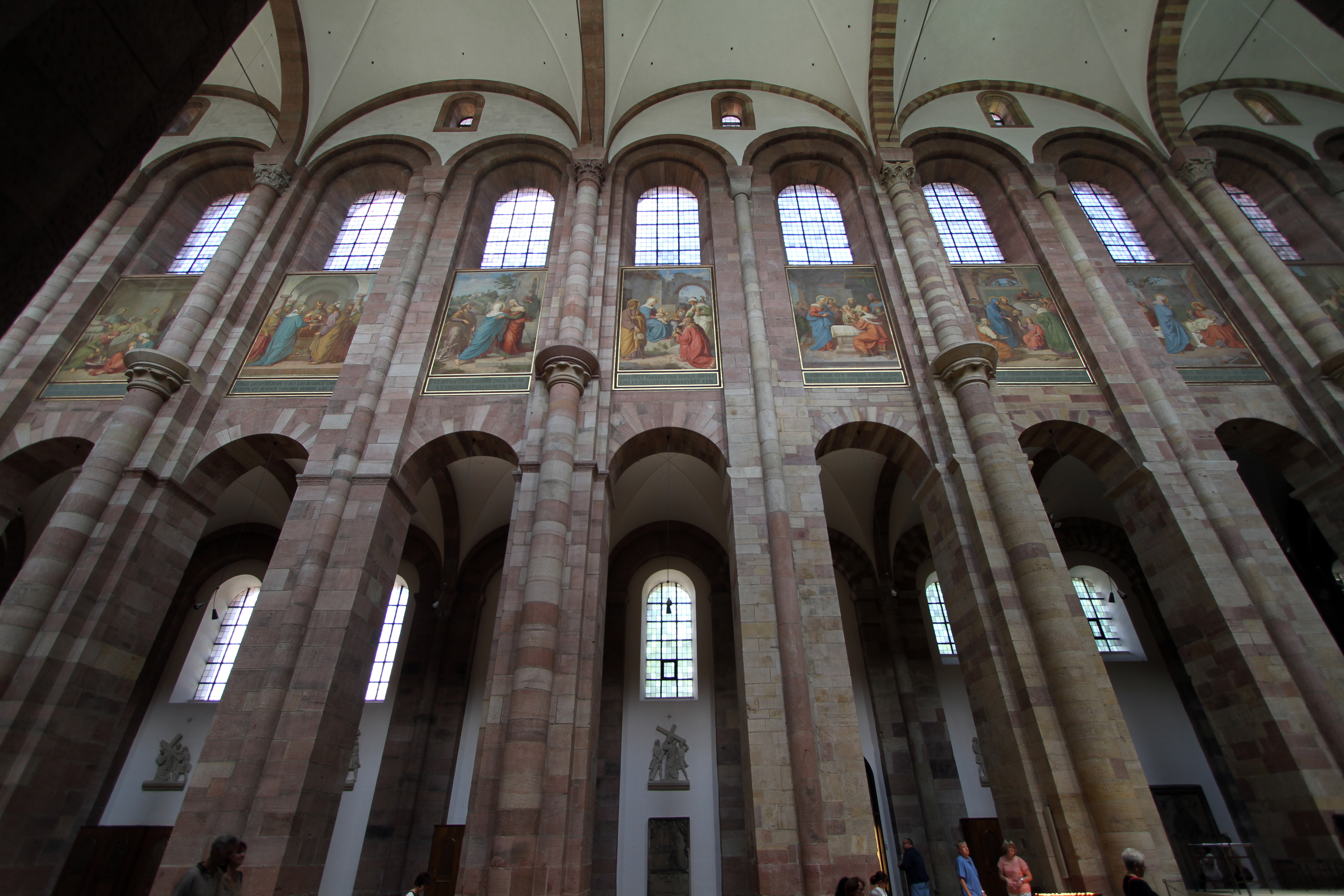
La scansione delle pareti della navata centrale

Appena vent'anni dopo la conclusione dei lavori, nel 1080, l'imperatore Enrico IV decise di ingrandirla, affidandone la direzione dei lavori ad Ottone di Bamberga. Gran parte dell'edificio venne demolito, le fondamenta vennero rinforzate fino ad una profondità di otto metri. Solo i piani inferiori e la cripta della chiesa precedente sono rimasti intatti. La navata venne elevata di cinque metri e il soffitto ligneo, piatto, venne sostituito con volte a crociera. La nuova opera ricalcò le dimensioni monumentali della precedente chiesa ed alcuni elementi, amplificandone però l'impatto. Le pareti della navata vennero decorate non solo da semicolonne, ma da un triplo strato di pilastri e semicolonne, con ciascun livello destinato a concludersi in un elemento architettonico nella parte superiore:
- le semicolonne più sporgenti, con capitello all'altezza degli archi delle navate laterali e secondo capitello corinzio all'altezza del cleristorio, sorreggono gli archi trasversali delle volte a crociera, che attraversano la navata centrale (in tutto sei campate);
- le semicolonnine laterali sorreggono gli archi delle volte paralleli alla navata e i doppi archetti pensili che suddividono ciascuna campata in alto;
- gli spigoli dei pilastri sorreggono le cornici interne degli archetti.

Si venivano così a generare pilastri a fascio tipici dell'architettura romanica e ampliamenti ripresi nei successivi sviluppi gotici.

### Eventi successivi

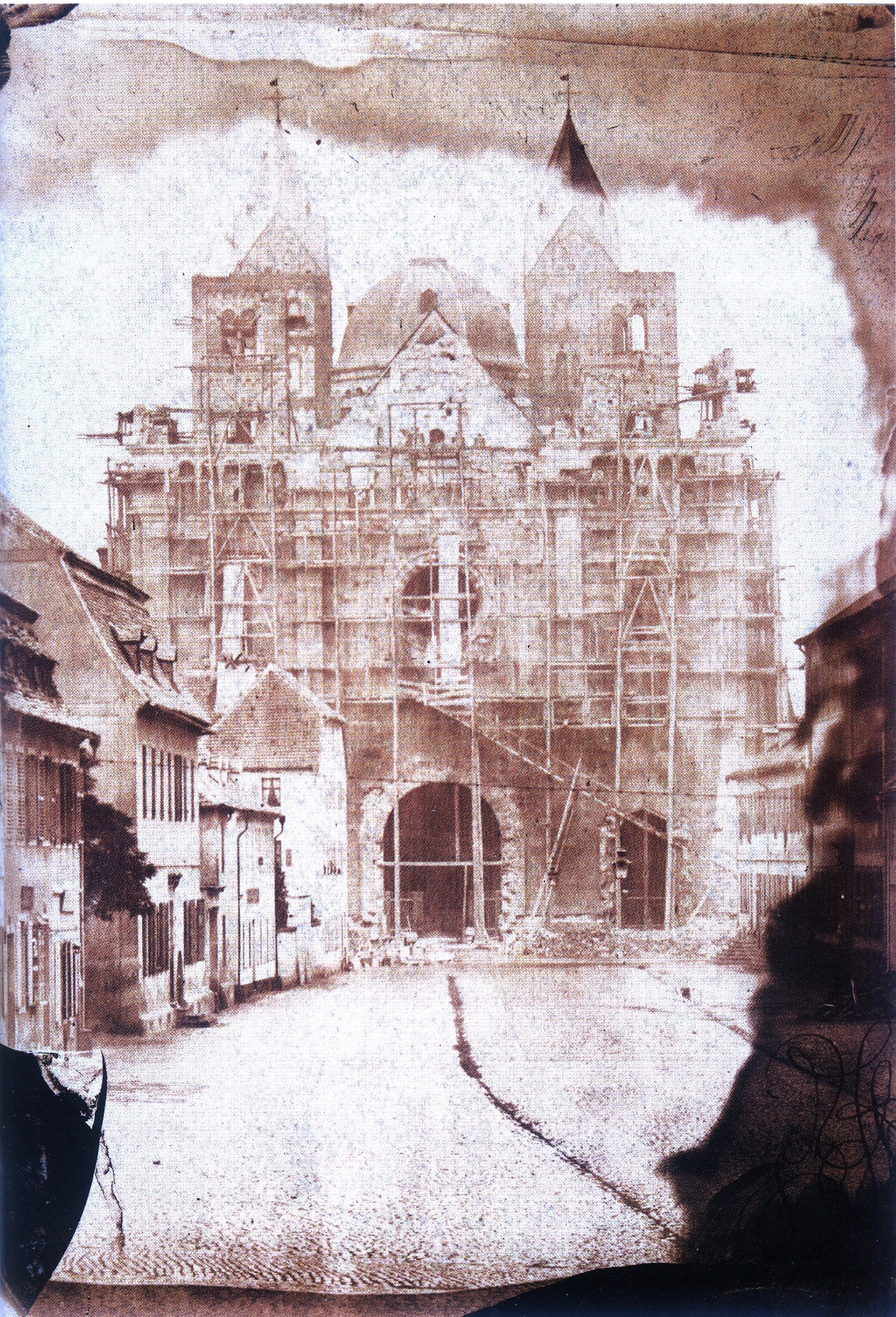
La facciata durante i restauri di inizio XX secolo

La cattedrale di Spira ha una storia piuttosto turbolenta, culminata nel 1689 quando venne data alle fiamme dai soldati di Luigi XIV. Restaurata fra il 1772 e il 1784, anni in cui vennero anche ricostruiti il vestibolo e la facciata; fu nuovamente profanata dalle truppe francesi nel 1794. Negli anni compresi fra il 1846 e il 1853 venne restaurata ancora una volta, con l'aggiunta di affreschi sulle pareti interne a spese del re Ludovico I di Baviera.
L'ultima ricostruzione, dopo i gravi danni del secondo conflitto mondiale, si è conclusa nel 1957. L'edificio attuale corrisponde fedelmente a quello originale dell'XI secolo.
Nella cattedrale sono poste le tombe di alcuni sovrani germanici. Originariamente esse erano situate nella navata centrale, di fronte all'altare, ma nel corso dei secoli la loro precisa ubicazione andò perduta. Durante una grande campagna di scavi archeologici agli inizi del XX secolo esse vennero riscoperte e aperte. Parte del contenuto, come per esempio i vestiti, possono essere visti nel vicino museo del Palatinato, mentre le bare, dopo essere state restaurate, vennero poste nella nuova cripta che si trova sotto l'altare maggiore, aperta al pubblico nel 1906.
Nel 1981 la cattedrale di Spira è stata inserita nell'elenco dei Patrimoni dell'umanità dell'UNESCO.

## Descrizione

### Architettura

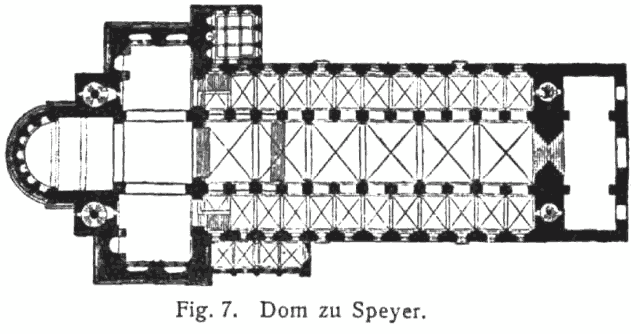
Pianta

La cattedrale ha conservato lo stile originale con cui venne costruita, facendone uno dei principali esempi di architettura romanica giunti fino a noi. Una sua caratteristica è costituita dal deambulatorio del matroneo ad archetti sorretti da colonne e posto in alto vicino al tetto, che gira intorno a tutto l'esterno dell'edificio. Inoltre esternamente le pareti sono movimentate da lesene e archetti ciechi. Ai quattro angoli si trovano altrettante torri.
Di seguito le principali misure della cattedrale:
| Lunghezza totale esterna        | 134 m   |
| Larghezza totale                | 37 m    |
| Lunghezza della cripta          | 35 m    |
| Larghezza della cripta          | 46 m    |
| Larghezza                       | 28,50 m |
| Altezza delle volte             | 33 m    |
| Altezza delle torri orientali   | 71 m    |
| Altezza delle torri occidentali | 65,5 m  |

### Esterno

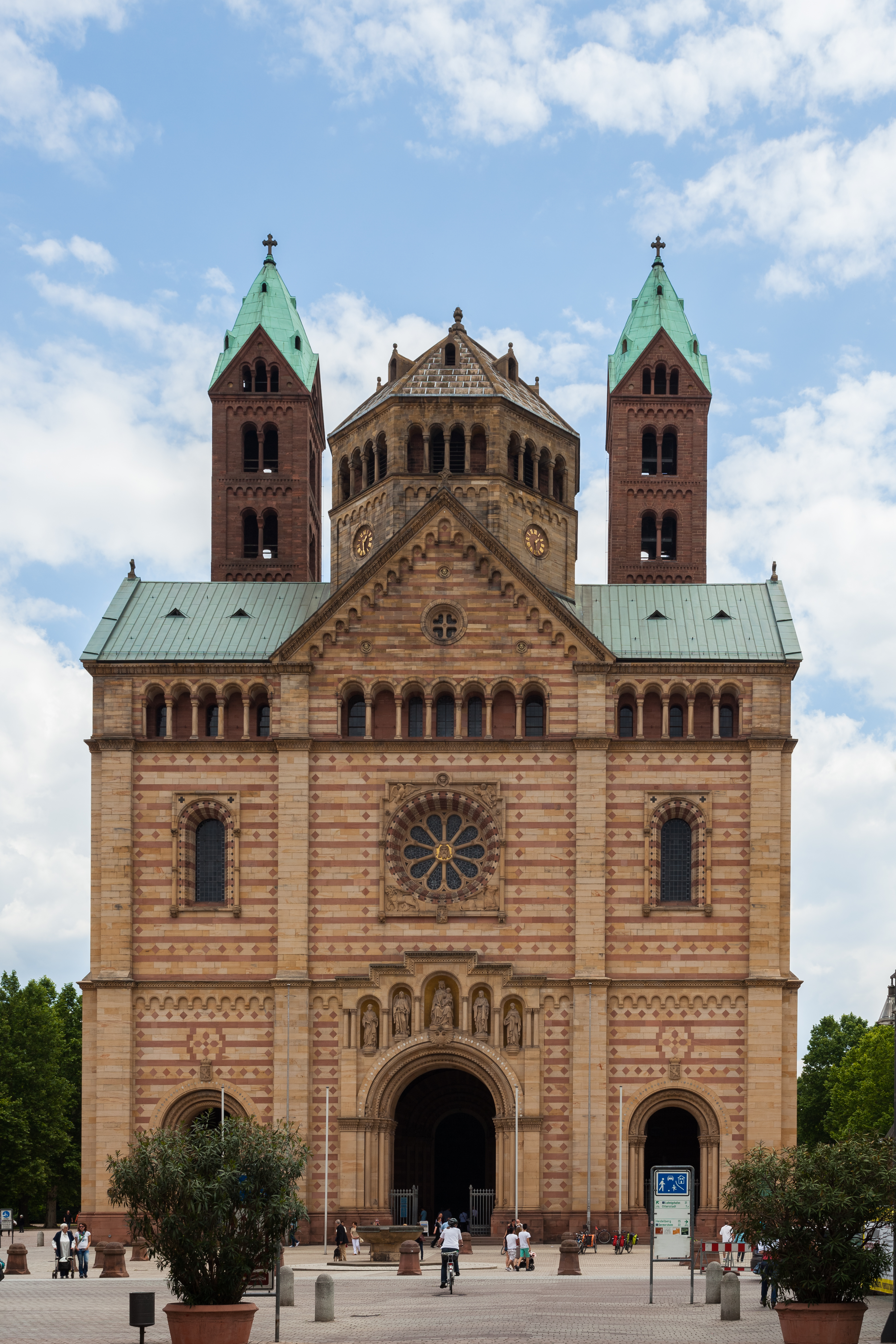
Il Westwerk

La chiesa è priva di una vera e propria facciata, dato che il corpo delle tre navate è preceduto dal tipico westwerk. Esso è costituito da tre campate, ognuna abbinata ad uno dei tre portali del tempio ed è possibile suddividerlo in tre piani sovrapposti:
- piano inferiore: nartece;
- piano superiore: spazio interno illuminato da un rosone (al centro) e da due monofore ai lati;
- galleria di archetti ciechi.

L'attuale "corpo occidentale" costituito da facciata, tiburio ottagonale e due slanciati campanili gemelli, vennero costruiti in stile neoromanico tra il 1854 e il 1858 dall'architetto Heinrich Hübsch.
Altresì degna di nota è la parte absidale della cattedrale di Spira. Essa è composta dal coro a pianta quadrangolare e coperto da tetto a spioventi, da due campanili coperti da guglie che si trovano ai suoi lati e, logicamente, dalla grande abside semicircolare. Essa è decorata, nella parte superiore, subito sotto il tetto, da una galleria di archetti a tutto sesto sorretti da esili, ma robuste, colonnine con capitelli romanici.

### Interno

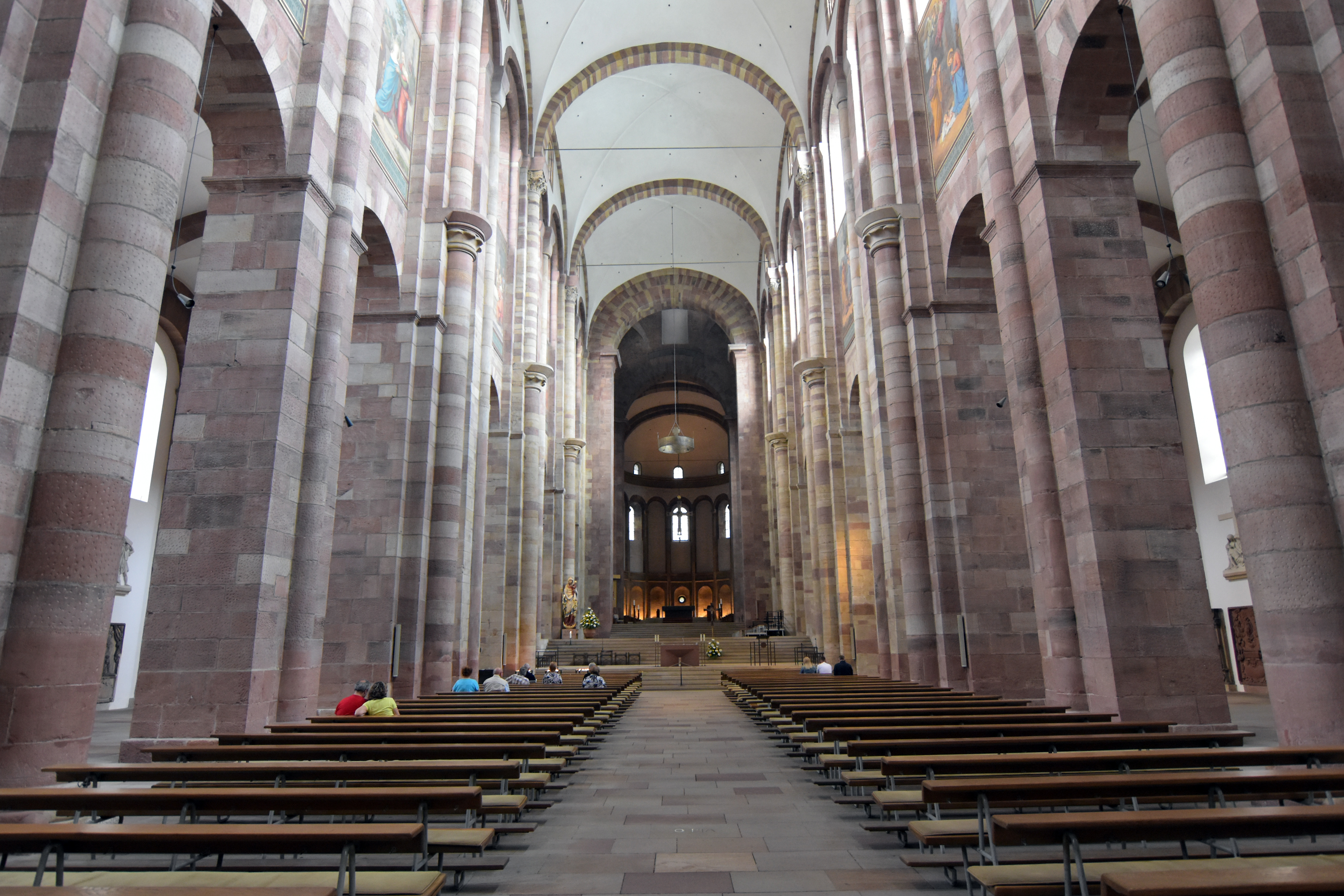
Interno

L'aula della chiesa è preceduta dal portico del westwerk e si accede alle tre navate tramite i tre grandi portali che danno su di esso.

#### Navate e cappelle
L'aula della cattedrale di Spira è suddivisa in tre navate da una serie di pilastri con semicolonne addossate. La navata centrale, alta 33 metri, appare molto luminosa grazie alle grandi monofore delle pareti laterali e piuttosto slanciata grazie alla mancanza di matroneo o del triforio. Lungo le pareti, al disotto delle grandi monofore, vi sono 24 affreschi raffiguranti Storie della vita di Maria, opere in stile Nazareno realizzate da Johann Schraudolph nell'Ottocento. In realtà, nel progetto originario, le pareti della chiesa dovevano essere completamente spoglie ma, quando negli anni '60 del Novecento sono stati rimossi tutti i dipinti ottocenteschi, si decise di lasciar stare gli affreschi della navata centrale poiché consoni all'ambiente.
Le due cappelle principali della chiesa sono costituite dalla Doppelkapelle, Cappella Doppia. Costruita a partire dal 1050, si compone di due vani sovrapposti con pianta quadrata divisa in tre navate da quattro colonne romaniche dai capitelli finemente scolpiti. Sono comunicanti con l'apertura ottagonale della campata centrale del soffitto divisorio. La Unterkappelle (Cappella Inferiore), al piano terra, è dedicata a Sant'Emmerano ed utilizzata come battistero; la Oberkapelle (Cappella Superiore), coperta da volte a crociera, è dedicata a Santa Caterina e vi si espongono le reliquie, fra le quali quelle di San Pirmino.

#### Transetto e presbiterio
Come in gran parte delle grandi chiese coeve, anche la cattedrale di Spira presenta il transetto. Quest'ultimo, di notevoli dimensioni, è dotato di due cappelle semicircolari (una per braccio) sulle pareti di fronte in fondo alle navate laterali, di cui una è dedicata a Sant'Afra, e di due piccole cappelle rettangolari prive di altari in corrispondenza delle due bifore che si trovano sulle pareti fondali dei due bracci, ognuna chiusa da una bifora sorretta da una colonna.
Nella crociera, all'intersezione fra la navata centrale, il transetto e l'abside, vi erge una cupola ottagonale coperta da semplice volta a ombrello in cui si aprono delle monofore con arco a tutto sesto.
Il presbiterio si sviluppa all'interno dell'abside, attraversa la crociera, e termina con le ultime due campate della navata centrale. Si presenta diviso in due livelli:
- livello inferiore: interamente all'interno della navata centrale, costituisce il "presbiterio feriale" con un piccolo altare in stile moderno;
- livello superiore: collegato da una scalinata con il livello inferiore, accoglie sia l'altar maggiore della chiesa che la cattedra del vescovo della Diocesi cattolica di Spira.

#### Cripta

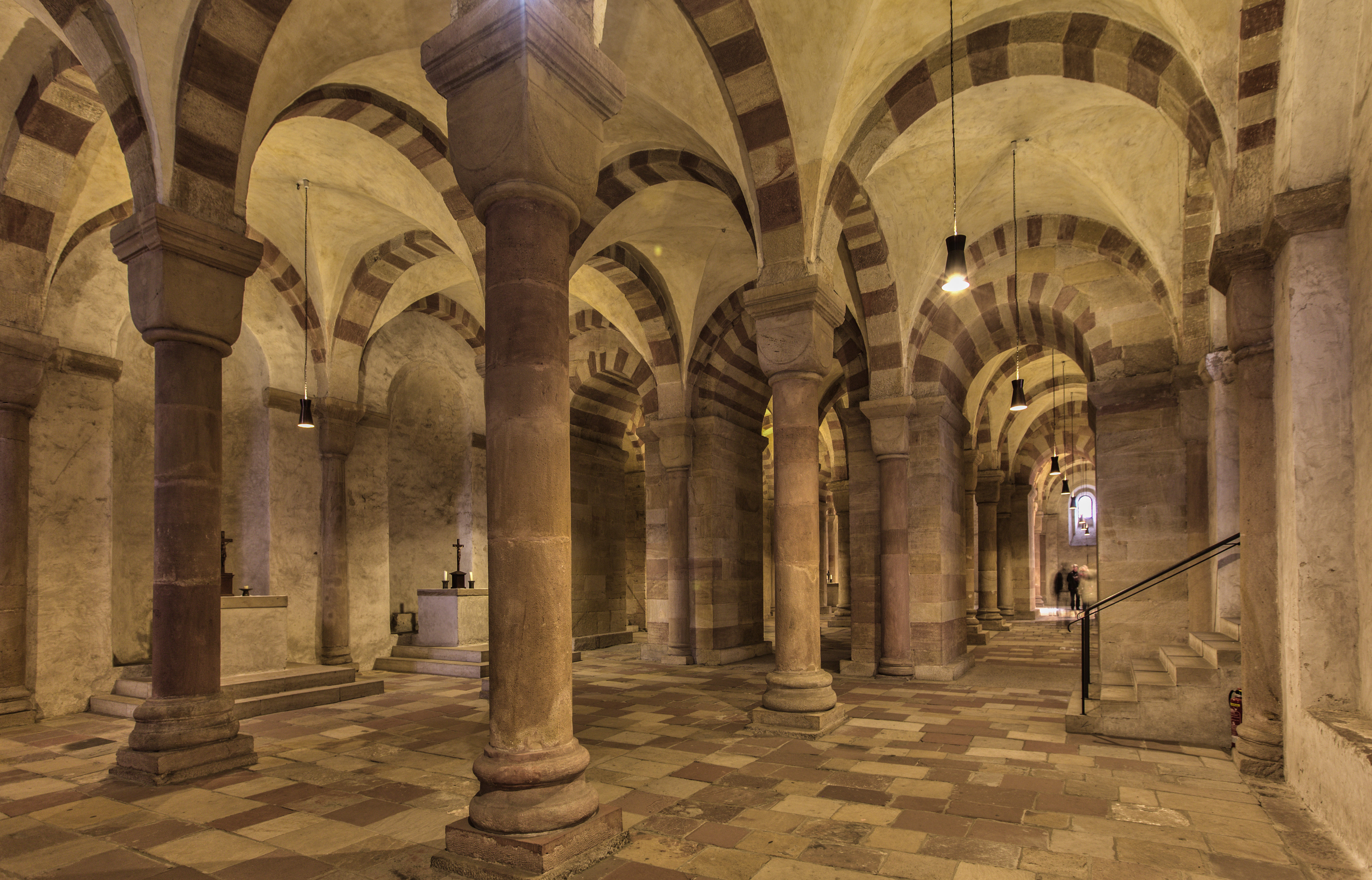
La cripta

La cripta della cattedrale di Spira si articola al disotto del transetto e dell'abside della chiesa. Essa ha una pianta molto particolare: è, infatti, composta da un ambiente centrale quadrato con quattro colonne al centro (al disotto della crociera, analogo alle cappelle di Santa Carina e di Sant'Emmeram) affiancato da due ambienti minori divisi ognuno in tre navate da colonne in cui si trovano le sepolture di alcuni re di Germania (al disotto dei due bracci del transetto) ed un ambiente fondale, che occupa completamente l'area sotto l'abside della chiesa. Ed è proprio in questo ambiente che si trovano due elementi molto importanti della chiesa: l'antico fonte battesimale - datato 1100 - ed il grazioso crocifisso ligneo di età romanica, composto dalle tre figure di Gesù in Croce, della Madonna e di San Giovanni Evangelista.

##### Pantheon Imperiale
I re e gli imperatori i cui resti si trovano nella cripta della Cattedrale di Spira sono:
- Corrado II il Salico († 1039) e la moglie Gisella di Svevia († 1043)
- Enrico III il Nero († 1056)
- Enrico IV di Franconia († 1106) e la moglie Berta da Torino († 1087)
- Enrico V di Franconia († 1125)
- Beatrice di Borgogna († 1184), seconda moglie di Federico Barbarossa, e la loro figlia Agnese di Hohenstaufen
- Filippo di Svevia († 1208) e la moglie Irene Angelo
- Rodolfo I d'Asburgo († 1291)
- Adolfo di Nassau († 1298)
- Alberto I d'Asburgo († 1308)

#### Organi a canne
Sull'ampia cantoria in controfacciata, si trova l'organo maggiore della cattedrale, costruito fra il 2010 e il 2011 dall'organaro Ernst Seifert. Lo strumento, a trasmissione mista (meccanica per i manuali e la pedaliera, elettrica per i registri) ha quattro tastiere di 58 note ciascuna ed una pedaliera di 32. L'organo, che ha 87 registri per un totale di 5496 canne, è stato progettato dal punto di vista estetico dall'architetto tedesco Gottfried Böhm ed è privo di cassa.
Sotto la penultima arcata fra navata centrale e navata laterale sinistra, si trova l'organo del coro. Questo strumento, costruito nel 2008 da Ernst Seifert, è a trasmissione mista (meccanica e digitale). L'organo racchiude dentro di sé due strumenti separati, ma comandati dalla stessa consolle:
- l'organo corale, a tre manuali di 58 note ciascuno e pedaliera di 32, per un totale di 34 registri;
- l'organo mesotonico, che segue il temperamento mesotonico, con due manuali (che corrispondono alle prime due tastiere dell'organo, con prima ottava scavezza).